# Consejo Político del Don
El Consejo Político del Don, que existió desde diciembre de 1917 hasta febrero de 1918,  fue un organismo conjunto para el liderazgo de las fuerzas antiblocheviques. Fue creado en Novocherkassk (Óblast de los cosacos del Don) para liderar el movimiento blanco en todo el antiguo Imperio Ruso y reivindicar el papel del Directorio. Estableció contacto con los países de la Entente, quienes enviaron a sus representantes a la ciudad de Novocherkassk.
El Consejo Político del Don estaba encabezado por un triunvirato: el General Alekseev, líder supremo del Ejército de Voluntarios, el General Kornílov, Comandante en Jefe del Ejército de Voluntarios (Encargado de la organización y mando del Ejército de Voluntarios), y el Ataman del Ejército del Don Kaledín (Encargado de la Gestión de la región del Don y el mando de los cosacos del Don).
Las actividades del Consejo Político del Don se basaba en el „Programa Político de Kornilov" (la llamada Constitución de Kornilov), en cuyo desarrollo participó Milyukov. Proclamó las libertades democráticas generales y la abolición de los privilegios de clase, la restauración de la "libertad de industria y comercio", el "derecho de propiedad", la desnacionalización de los bancos, la formación de un "ejército ruso" sobre una base voluntaria, la introducción de la educación primaria universal, la convocatoria de la Asamblea Constituyente, la solución de la cuestión agraria, la preservación de los trabajadores de las "conquistas políticas y económicas" de la Revolución de Febrero, pero la abolición del control obrero y la prohibición de la socialización de empresas, el reconocimiento de los derechos de los pueblos individuales de Rusia "a una amplia autonomía local", el apoyo a las aspiraciones de reactivación estatal de Polonia, Ucrania y Finlandia, una mayor participación junto con los aliados en la Primera Guerra Mundial.
Se enviaron representantes del Consejo Político del Don para establecer contactos en Nizhny Novgorod, Kazan, Samara, Tsaritsyn, Astracán, Mineralnye Vody, ciudades de Siberia y el Lejano Oriente.
A finales de enero de 1918, la mayoría de los miembros del Consejo Político del Don se trasladaron (junto con el cuartel general del Ejército de Voluntarios) a Rostov. Con la derrota de las tropas de Kaledin en febrero de 1918, el Consejo Político del Don dejó de existir.
- Datos: Q18543420